# エレクトロインパクト
エレクトロインパクト（英: Electroimpact, Inc.）はワシントン州ムキルティオに本社を置く航空宇宙工学を専門とした総合機械メーカーである。航空機・ロケット・衛星・輸送機器などの製造機械及び組立工場の設計開発を得意とする。

## 概要
ワシントン大学で機械工学の博士号を取得したPeter Zieveによって1986年6月にボーイング社のエバレット工場近くで創立された。当時、空気圧によるかしめ作業が中心だった航空機産業において、Peter Zieve自身が研究開発した低電圧式電磁リベッターが評判を呼び、その後航空機製造の自動化に参入するなどして事業を拡大、現在では米国有数の航空宇宙産業を専門とした総合製造機械メーカーであり、世界各国の主要航空機メーカーや研究機関とも取引を行うグローバル企業へと成長した。近年では炭素繊維の積層技術を活かし深海探査艇の胴体製造など他業種にも積極的に参入している。また、創設当初からエンジニアを主とする社風で知られており、現在でも全社員のおおよそ８割が工学で学位を保有している。組織体系もユニークで担当エンジニアが商談・開発・設計・購買・据付・アフターサービスまで担当する事によって、柔軟で迅速な技術サービスの提供が可能となっている。

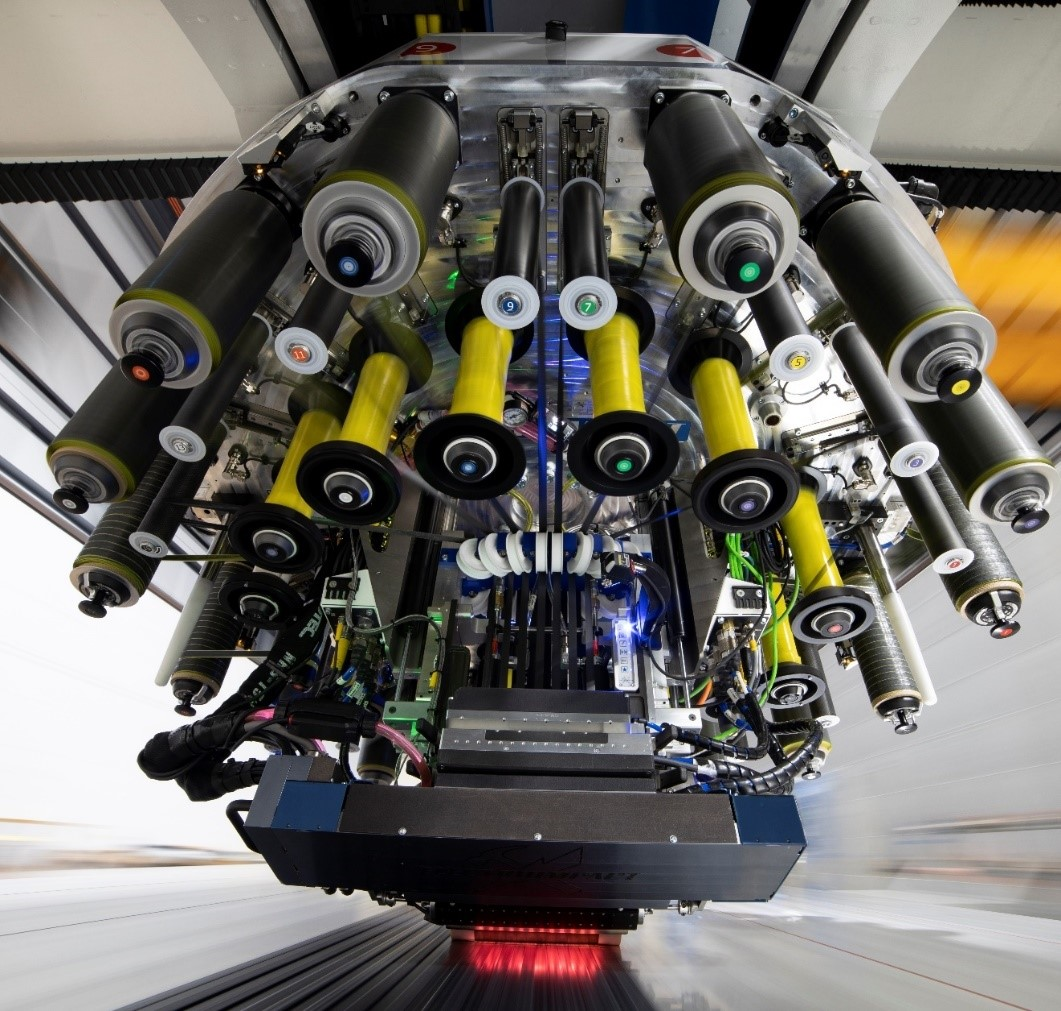
Electroimpact製AFPヘッド

## 関係会社
- Electroimpact, Inc.（本社：アメリカ・ワシントン）

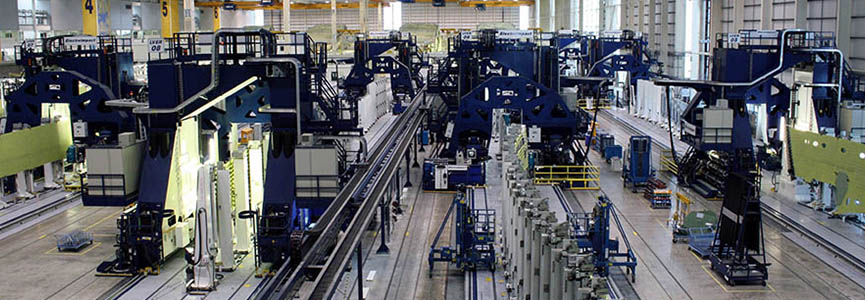
A380組立ライン

- Electroimpact UK, Ltd（本社：イギリス・フリントシャー）
- Electroimpact France（本社：フランス・コロミエ）
- Electroimpact do Brasil Ltda.（本社：ブラジル・サンパウロ）
- Electroimpact Australia Pty. Ltd.（本社：オーストラリア・サンベニー）
- エレクトロインパクトジャパン株式会社（本社：日本・愛知）

## 主要製品およびサービス
- 自動かしめ機（英:Automated Fastening Machine）
- 自動ドリル機（英:Drilling Machine）

- 自動繊維積層機（英:Automated Fiber Placement 英:AFP）
- 自動積層機（英:Additive Manufacturing Machine)
- ファクトリーオートメーション（英:Factory Automation）
- 輸送機器（英:Transporters and Containers）
- 宇宙衛星用機器（英:Spacecraft Mechanical Ground Support Equipment）
- 高精度組立加工先進ロボットシステム（英:Advanced Robotic Systems for Assembly and Fabrication）
- 最終組立ライン（英:Final Assembly Line）
- レーザートラッカーを用いた高精度測定（英:Metrology Services）
- 専用ソフトウェア開発（英:Offline Programming）

## 関連事項
1. ↑  Atkinson, Joe (2015年3月6日). “NASA Installs Giant Composite Material Research Robot”. NASA. 2022年2月7日閲覧。
2. ↑  “NCC unveils AFP/ATL dual system for large, complex structures” (英語). www.compositesworld.com. 2022年1月27日閲覧。
3. ↑  “OceanGate Press Releases”. oceangate.com. 2022年1月27日閲覧。